# Drömtid
Drömtiden är en del av aboriginernas skapelsetro. Under drömtiden gick drömvarelser runt på jordens yta och sjöng fram alla växter, djur, landskap osv.
Drömvarelserna kom upp ur jorden då den sprack och de var de första tingen på jorden. När jorden var tillräckligt "fin" bestämde de sig för att människan skulle få bo på jorden. De sjöng fram människorna ur olika djur, såsom exempelvis känguru, emu eller koalabjörn. Där drömvarelserna dog bildades heliga platser som är väldigt heliga. Dessa platser kan till exempel vara ett vattenhål.
För att drömvarelserna skulle kunna sjunga fram saker måste "livskraften" flöda, och under drömtiden var livskraften maximal. Ända sedan människan har skapats har det varit deras uppgift att sjunga jorden till liv. Var de än går, måste de sjunga, för om de inte gör det så kommer världen inte att vidareutvecklas.